# أبو طيلون أشعث
أبو طيلون الأشعث (باللاتينية: Abutilon hirtum) نوع نباتي ينتمي إلى جنس أبو طيلون من الفصيلة الخبازية.

## الموئل والانتشار
موطنه بلاد الشام.

## مرادفات للاسم العلمي
- (باللاتينية: Sida hirta Lam.)
- (باللاتينية: Abutilon graveolens (Hornem.) Wight & Arn.)